# ایر ایندیا

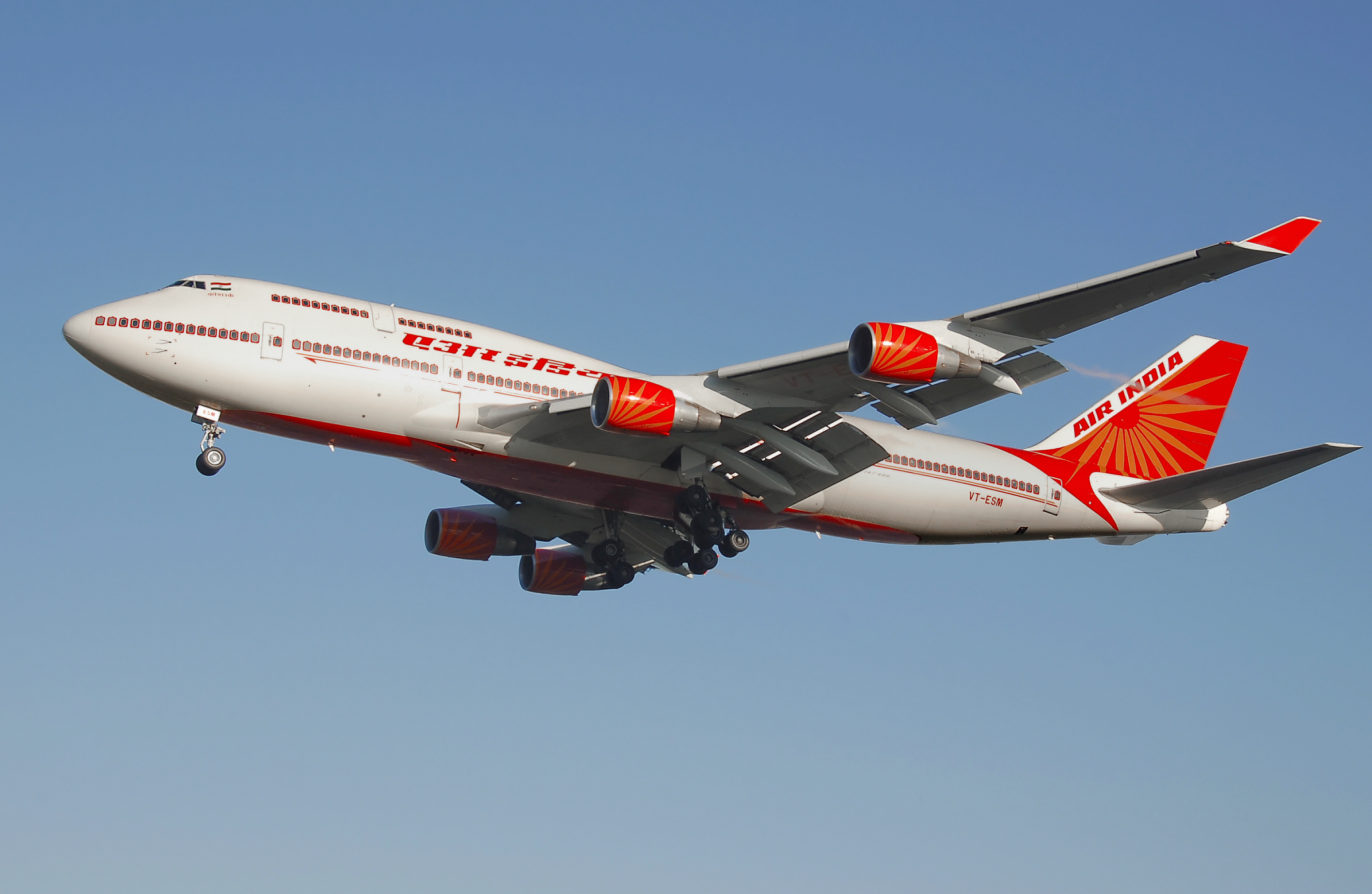
بوئینگ ۷۴۷ متعلق به ایر ایندیا

ایر ایندیا (به انگلیسی: Air India) شرکت هواپیمایی حامل پرچم هند است، که به‌عنوان بزرگترین شرکت هواپیمایی شبه‌قاره هند محسوب می‌شود. شرکت ایر ایندیا در سال ۱۹۷۹ توسط جهانگیر راتانجی تاتا و با سرمایه‌گذاری گروه تاتا راه‌اندازی شد و در حال حاضر روزانه به ۹۰ شهر جهان، پروازهای مستقیم دارد.
دفتر مرکزی این شرکت در شهر دهلی نو قرار دارد و فرودگاه بین‌المللی ایندیرا گاندی و فرودگاه بین‌المللی چاتراپاتی شیواجی به‌عنوان قطب‌های اصلی این شرکت را تشکیل می‌دهند، همچنین از فرودگاه بین‌المللی چنای و فرودگاه بین‌المللی نتاجی سوباش چاندرا بوز نیز به عنوان قطب‌های ثانویه استفاده می‌نماید.
شرکت ایر ایندیا در حال حاضر در ناوگان هوایی خود، دارای ۱۱۱ فروند هواپیمای مسافربری می‌باشد، بخش اعظم این ناوگان، از جت‌های ایرباس و بوئینگ تشکیل شده‌است. ایر ایندیا یکی از اعضای اتحاد استار الاینس به‌شمار می‌آید.

## مقصدهای پروازی

### قرارداد نماد مشترک
ایر ایندیا با شرکت‌های هواپیمایی زیر قرارداد نماد مشترک دارد:
- آدریا ایرویز
- ایر آستانه
- ایر استرال
- ایر کانادا
- ایر چاینا
- ایر ایندیا اکسپرس
- ایر موریشوس
- ایر نیوزیلند
- ایر ایندیا رجیونال
- آسیانا ایرلاینز
- آسترین ایرلاینز
- بروکسل ایرلاینز
- هواپیمایی کرواسی
- اجیپت‌ایر
- هواپیمایی اتیوپی
- اوا ایر
- فلای‌بی
- هنگ کنگ ایرلاینز
- خطوط هوایی ژاپن
- لوفت‌هانزا
- سنگاپور ایرلاینز
- سریلانکان ایرلاینز
- سوئیس اینترنشنال ایرلاینز
- تاپ پرتغال[۳]
- تای ایرویز اینترنشنال
- ترکیش ایرلاینز
- یونایتد ایرلاینز